# Amelie Rybeck
Amelie Rybeck, född 6 augusti 1982 i Varberg, är en svensk fotbollsspelare (försvarare).
Rybeck har tidigare spelat med Kopparbergs/Göteborg FC och Lyon tillsammans med Lotta Schelin. Säsongen 2011 spelade hon i norska topplaget Stabæk IF.